# Odile Jacob
Odile Jacob (1954) è un'editrice francese che ha fondato Les Éditions Odile Jacob a metà degli anni '80.

## Biografia
Il padre di Odile Jacob, François Jacob (17 giugno 1920–19 aprile 2013), è stato un biologo francese, vincitore del Premio Nobel per la Medicina 1965.
Dopo aver ricevuto una borsa di studio dalla Fondazione Sachs, Odile è andata all'Università di Harvard per lavorare a una tesi sull'acquisizione di concetti nei bambini. È stata una pioniera in questo campo, che all'epoca non era né insegnato né studiato in Francia. Negli Stati Uniti ha studiato con molti professori, tra cui Roger Brown e Jerry Kagan, che l'hanno spinta a rimanere ad Harvard ea proseguire la sua carriera lì. Ha anche ricevuto un'offerta dal Dipartimento di Psicologia cognitiva della Università Rockefeller di New York.
Costretta a tornare in Francia per motivi familiari, decide di diventare editore. Gli obiettivi della sua azienda erano fornire ai lettori una comprensione dei progressi scientifici che hanno trasformato il mondo contemporaneo e rendere scienziati e studiosi riconosciuti a livello internazionale. I risultati di Jacob includono anche lo sviluppo di software all'avanguardia per insegnare la scienza [chiarimenti necessari] - matematica, fisica, biologia - e per aiutare i bambini a imparare la scienza il prima possibile.
La casa editrice "Editions Odile Jacob" ha pubblicato il lavoro di molti scienziati e vincitori di premi Nobel tra cui Jean-Pierre Changeux, Ilya Prigogine, James Dewey Watson, Richard Feynman, Stephen Hawking, Gerald Edelman e Antonio Damasio. Jacob ha anche sviluppato una forte lista dedicata all'attualità e alla politica: gli ex presidenti degli Stati Uniti Barack Obama, George H. W. Bush, Bill Clinton e George W. Bush, l'ex segretario di Stato americano Colin Powell, l'ex presidente sovietico Mikhail Gorbachev, l'ex cancelliere tedesco Gerhard Schröder, l'ex ministro degli esteri sovietico Eduard Shevardnadze, il defunto presidente francese François Mitterrand, l'ex presidente francese Jacques Chirac e anche l'ex presidente della Commissione europea Jacques Delors.
Nel 2021, Odile Jacob, suo marito Bernard Gotlieb e altre due persone, si sono opposti all'insediamento di una coppia di agricoltori biologici su terreni agricoli vicino alla loro seconda casa ad Adainville (Yvelines), denunciando "il fastidio degli odori, visivi e sanitari». La richiesta di annullamento del permesso di costruire concesso agli agricoltori è stata respinta dal Tribunale amministrativo di Versailles il 7 gennaio 2022.

## Riconoscimenti
- 1991: Grand Prix de l’Information Scientifique dall'Accademia francese delle scienze
- 1995: imprenditrice dell'anno dalla giuria del Premio Veuve Clicquot
- 2004: vincitore del Premio Grinzane Cavour per l'editoria a Torino e Dottore Honoris Causa dalla Scuola politecnica federale di Losanna[7]
- 2010: Ufficiale dell'Ordine nazionale della Legion d'onore[8]